# Sharof Rashidov
Sharof Rashidovich Rashidov (in uzbeko: Шароф Рашидович Рашидов; in russo Шараф Рашидович Рашидов?, Šaraf Rašidovič Rašidov; Jizzax, 6 novembre 1917 – Taskent, 31 ottobre 1983) è stato un giornalista e politico sovietico, Primo segretario del Partito Comunista dell'Uzbekistan dal 1959 al 1983, fu di fatto leader della RSS Uzbeka fino alla sua morte.

## Biografia
Nato il giorno precedente lo scoppio della Rivoluzione d'ottobre nel villaggio di Jizzax da una famiglia di contadini, Rashidov lavorò come insegnante e giornalista presso alcune testate di Samarcanda. Inviato sul fronte europeo durante la seconda guerra mondiale fu ferito nella difesa di Mosca e rimpatriato nel 1942. Fu eletto presidente del Presidium del Soviet Supremo della RSS Uzbeka nel 1950 e nel 1959 raggiunse l'apice del potere, giungendo a farsi eleggere Primo segretario del Partito Comunista dell'Uzbekistan (la carica più elevata dello stato), posizione che mantenne fino alla sua morte sopraggiunta nel 1983.
Nella seconda metà degli anni settanta il suo nome venne sempre più spesso associato alla corruzione ed a pratiche di nepotismo: egli infatti fu coinvolto nella cosiddetta "mafia del cotone", forte dei suoi legami con il segretario generale Brežnev, la sua figlia Galina e del di lei marito e funzionario della polizia di Mosca Čurbanov, divenendo capo di un corrotto apparato burocratico pervasivo e totalitario.
Dopo la sua morte (sopravvenuta ufficialmente per un infarto) la figura di Rashidov è stata in parte riabilitata, identificata dal neonato nazionalismo uzbeko come un eroe nazionale il cui sforzo sarebbe stato quello di perseguire una politica autonoma rispetto ai dettami del potere centrale sovietico. Una via centrale di Tashkent porta attualmente il suo nome.